# Dvorac Mokrice
Dvorac Mokrice ili Grad Mokrice, kako se danas službeno zove, dvorac je u Sloveniji u općini Brežice, smješten na brdu jugozapadno od naselja Čatež ob Savi u blizini sela Nova vas pri Mokricama, 10 km od slovensko - hrvatske granice i gradića Bregane.
Samo ime Mokrice dolazi od riječi mokro - močvara, jer je taj kraj upravo takav, pun izvora i vode.